# Тапиоваара, Илмари
Юрьё Илмари Тапиоваара (7 сентября 1914, Таммерфорс, Тавастгусская губерния — 31 января 1999, Хельсинки) — финский дизайнер, известный своей мебелью и тканями.
В 1937 году Илмари получил диплом дизайнера интерьеров и в следующем году начал работать в компании Asko. В своём творчестве он испытал влияние Алвара Аалто. Во время Второй мировой войны Тапиоваара проектировал землянки и полевую мебель для финской армии, что было сложной задачей, учитывая, что можно было использовать только местную древесину и простые инструменты, а гвоздей или шурупов не было. Так его работа привела к созданию стула Domus, название которого связано с его работой в это время (1946—1947) в студенческом общежитии Domus Academica в центре Хельсинки. Тапиоваара вместе с женой открыли собственную фирму в 1951 году, в следующем году он начал преподавать дизайн в Иллинойсском технологическом институте. После этого он работал в Парагвае и Маврикии по программе развития Организации Объединенных Наций. В 1959 году он получил медаль Pro Finlandia, а в 1964 году золотую медаль на XIII Миланской триеннале за свои столовые приборы «Полярные». Большую часть своих дизайнерских работ он выполнял для университетов, школ и армии.

## Работы Илмари Тапиоваара

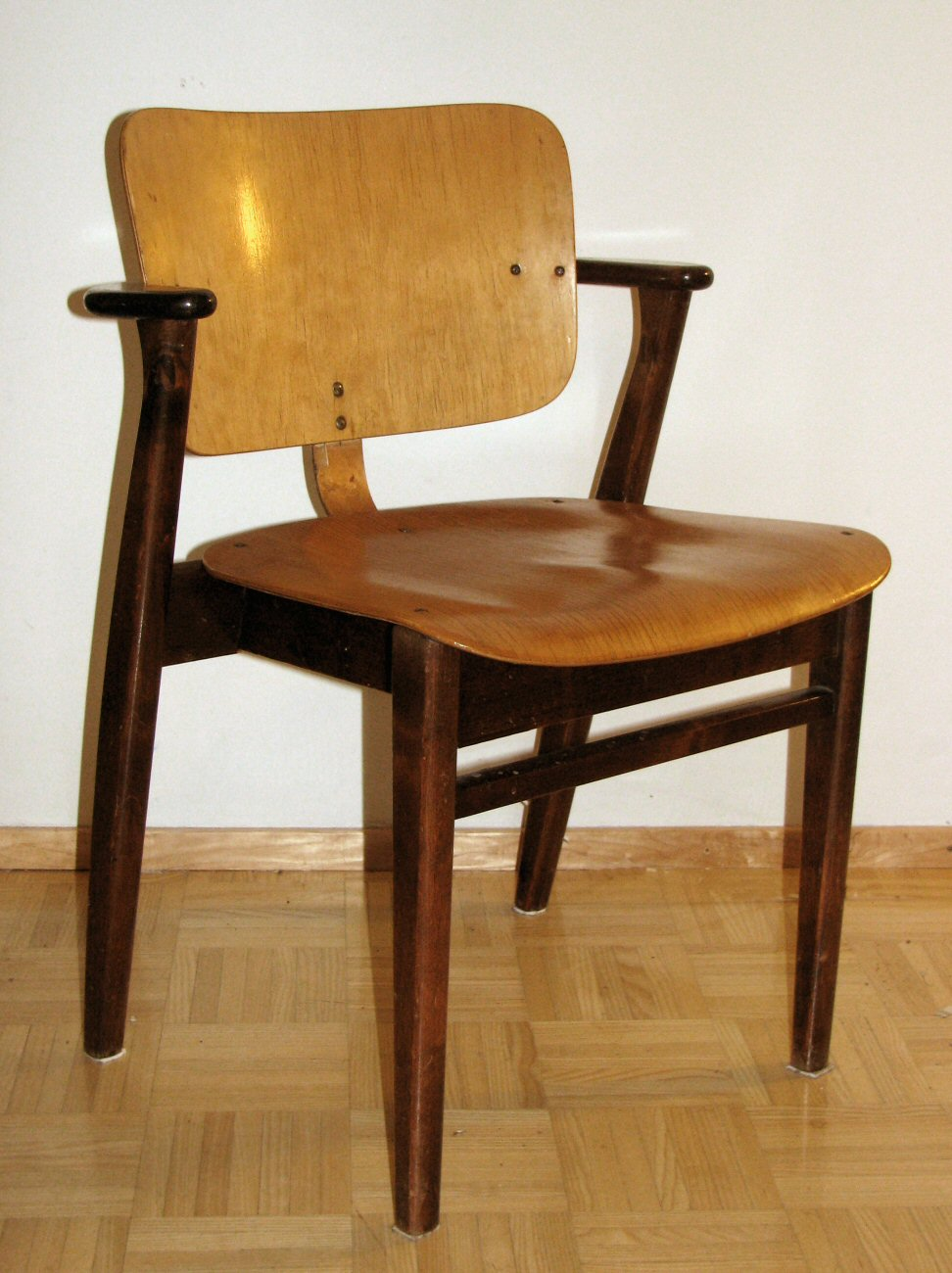
Стул Domus, для учебных заведений и общественных мест
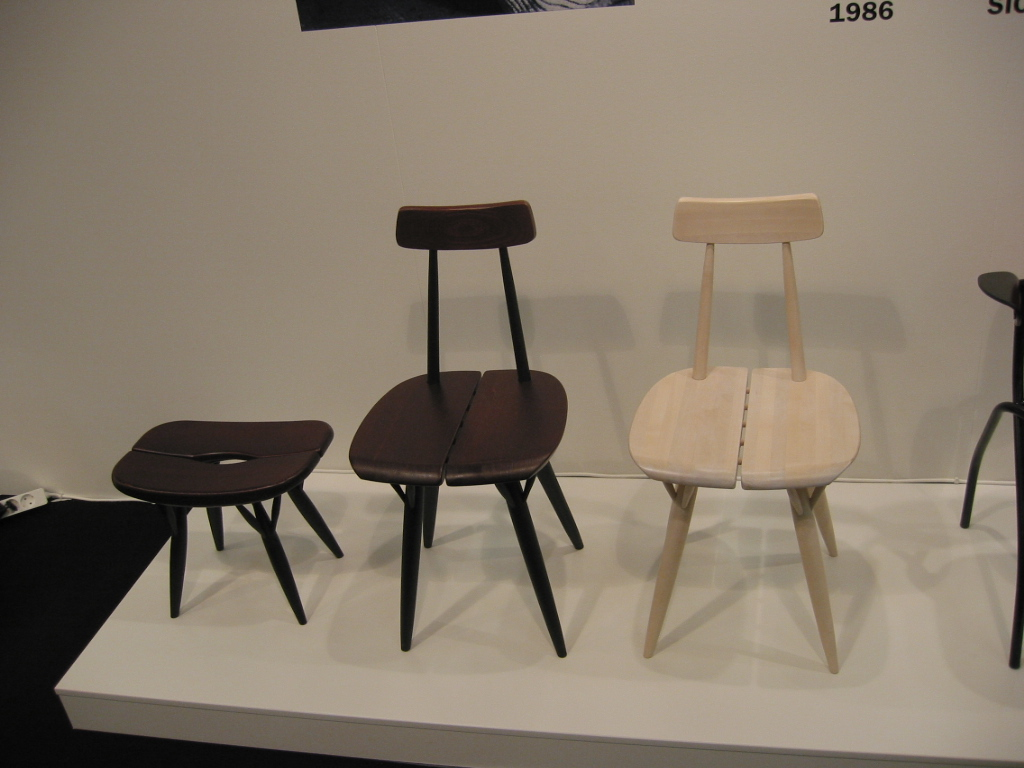
Стулья Pirkka
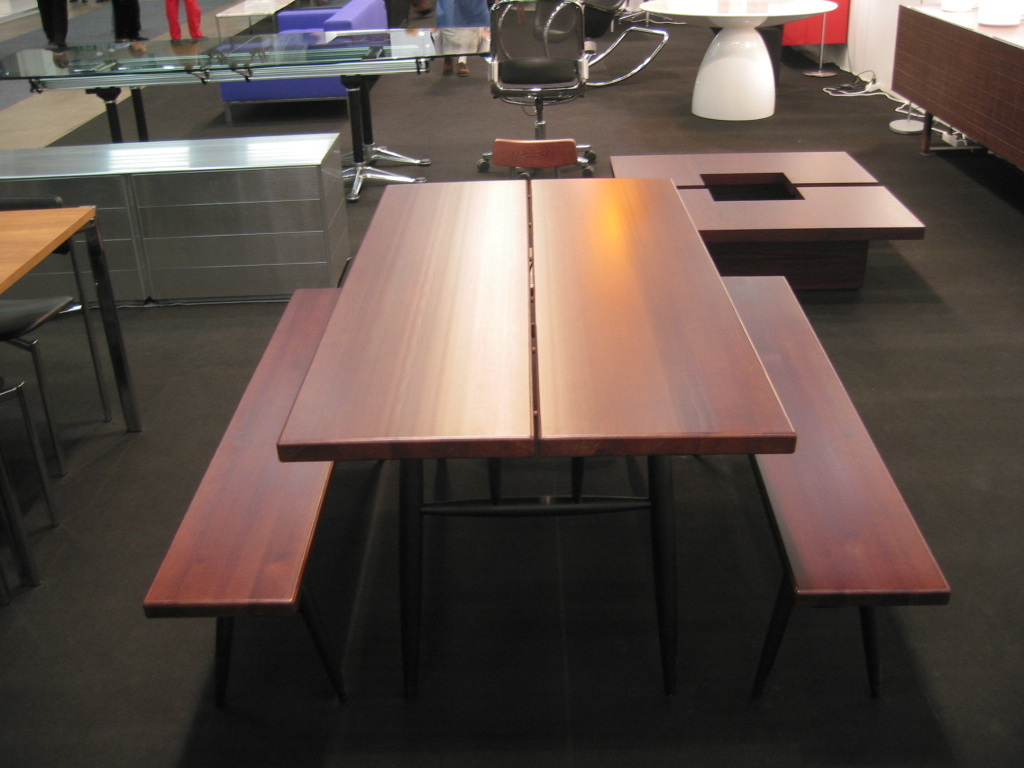
Обеденный стол